# Katedrála Notre-Dame (Chartres)

půdorys katedrály v Chartres

Katedrála Notre-Dame v Chartres je významnou francouzskou gotickou stavbou a jednou z největších gotických katedrál na světě vůbec.

## Historie
Katedrála v Chartres stojí na pahorku, který byl cílem křesťanských poutníků a v předkřesťanských dobách se tu shromažďovali Galové. Poutníci putovali k Matce Boží Podzemní (Notre-Dame-de-Dessous-Terre) – byla to posvátná soška, která byla umístěna v jeskyni, vedle níž se nacházela druidská studně a poblíž také v podzemí hrob sv. Leobina (franc. Lubin). V těchto místech se nachází tzv. telurické proudy.
Poloha katedrály je jak možno nejvýše nad městem, na strmém kopci, kde kdysi dávno býval dle starých letopisů posvátný háj, v němž druidové scházeli se k svým obřadům a bohoslužbám.
Suchet, historik katedrály, Mysterium katedrály v Chartres, L. Charpentier, str. 27
Na pahorku římské legie postavily tábor, pak tu stál galorománský chrám a raně křesťanský kostel. Hrobka sv. Leobina bývala součástí Gislebertova kostela z 9. století, který roku 1020 vyhořel do základů. Biskup Fulbert poté k rekonstrukci povolal stavitele Bérangera, který postavil románský kostel zastřešený dřevem s plochým průčelím a dvěma bočnicemi.
V září roku 1134 vyhořela západní chrámová předsíň a jedna zvonice kostela. Po požáru byla zahájena stavba dvojice věží ve značné vzdálenosti před původním kostelem. Západní průčelí s dvojicí věží proto bylo po tomto požáru nově vybudováno v pozdně románském stylu. 
Roku 1194 vyhořela katedrála opět s výjimkou věží. Po tomto požáru bylo rozhodnuto o provedení kompletní raně gotické novostavby. O podobě původní svatyně nelze říci mnoho, neboť trosky staré stavby byly při provádění gotické novostavby kompletně odstraněny. Zachováno bylo pouze zmíněné, v polovině 12. století vybudované západní průčelí s věžemi.
Kostel vyhořel v pátek 11. června 1194 a síla ohně byla taková, že zkáze podlehly krovy i střecha a zřítilo se téměř všechno zdivo... Při konečném bilancování důsledků katastrofy se zjistilo, že jedině krypty z IX. a XI. století zůstaly uchráněny škod díky pevnosti a tloušťce své klenby: plamenům odolaly i obě zvonice z XII. století.
R. Merlet, La Cathédrale de Chartres; Mysterium katedrály v Chartres, L. Charpentier, str. 88
Budování novostavby započalo hned roku 1194. Architektonicky vycházela z novějších částí katedrály v Soissons. Stavba probíhala velmi rychle. Jižní portál katedrály byl včetně sochařské výzdoby dokončen roku 1206, roku 1215 byl dokončen severní portál a také západní rozetové okno v nadezdívané části západního průčelí. Zvýšena byla i dvojice západních věží. Před rokem 1221 byl zaklenut chór, neboť toho roku zde byly umístěny chórové lavice. Transept byl dokončen až kolem roku 1240. Plánovaná dvojice věží transeptu nebyla provedena, stejně jako jiná plánovaná dvojice věží flankujících chór. Realizována nakonec nebyla ani věž nad křížením. Katedrála byla slavnostně vysvěcena 24. října 1260 za přítomnosti francouzského krále Ludvíka IX. Obohacována o další, spíše drobnější stavby, například některé kaple byla i později.

## Popis

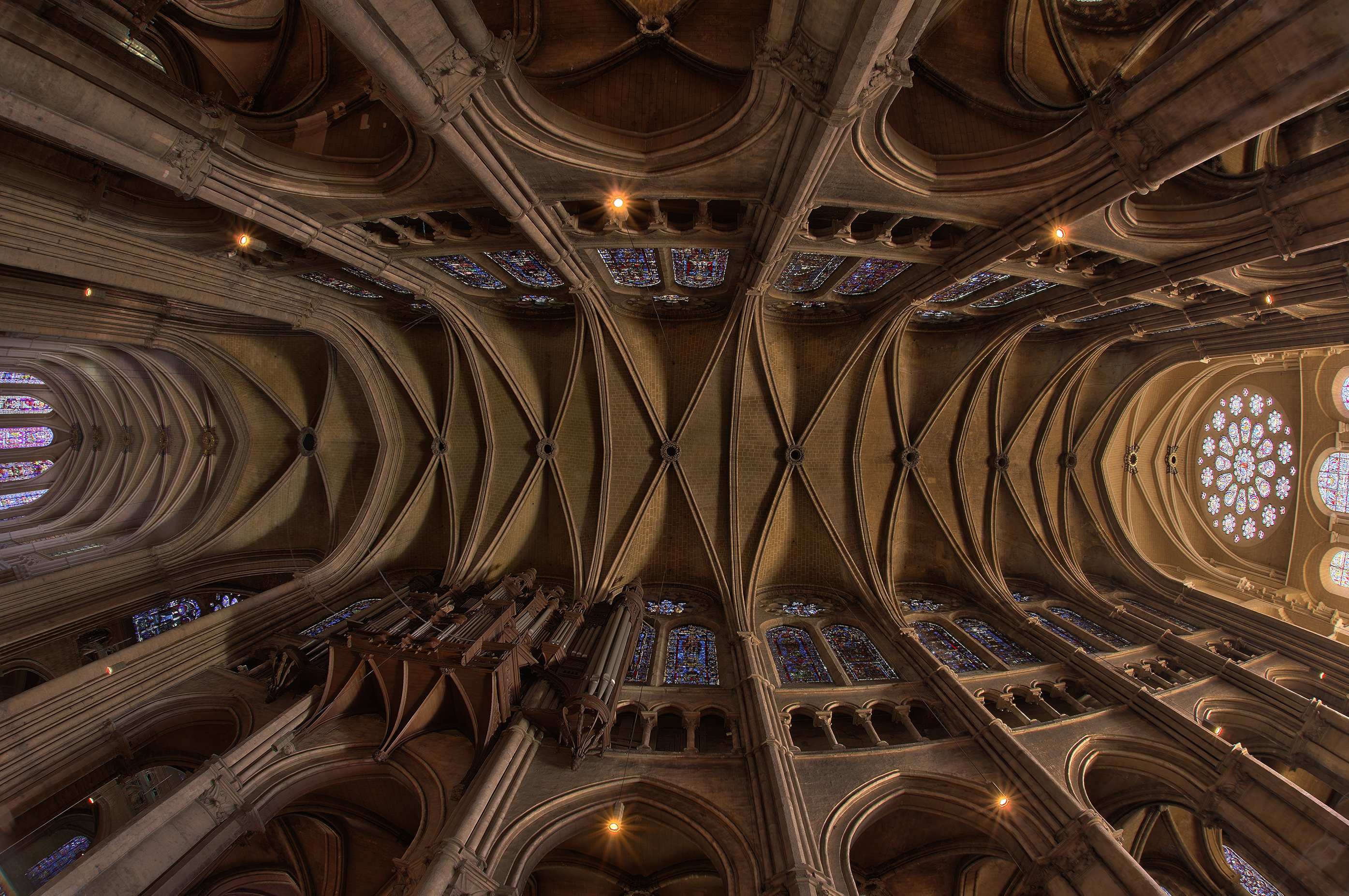
Klenba chrámové hlavní lodi.

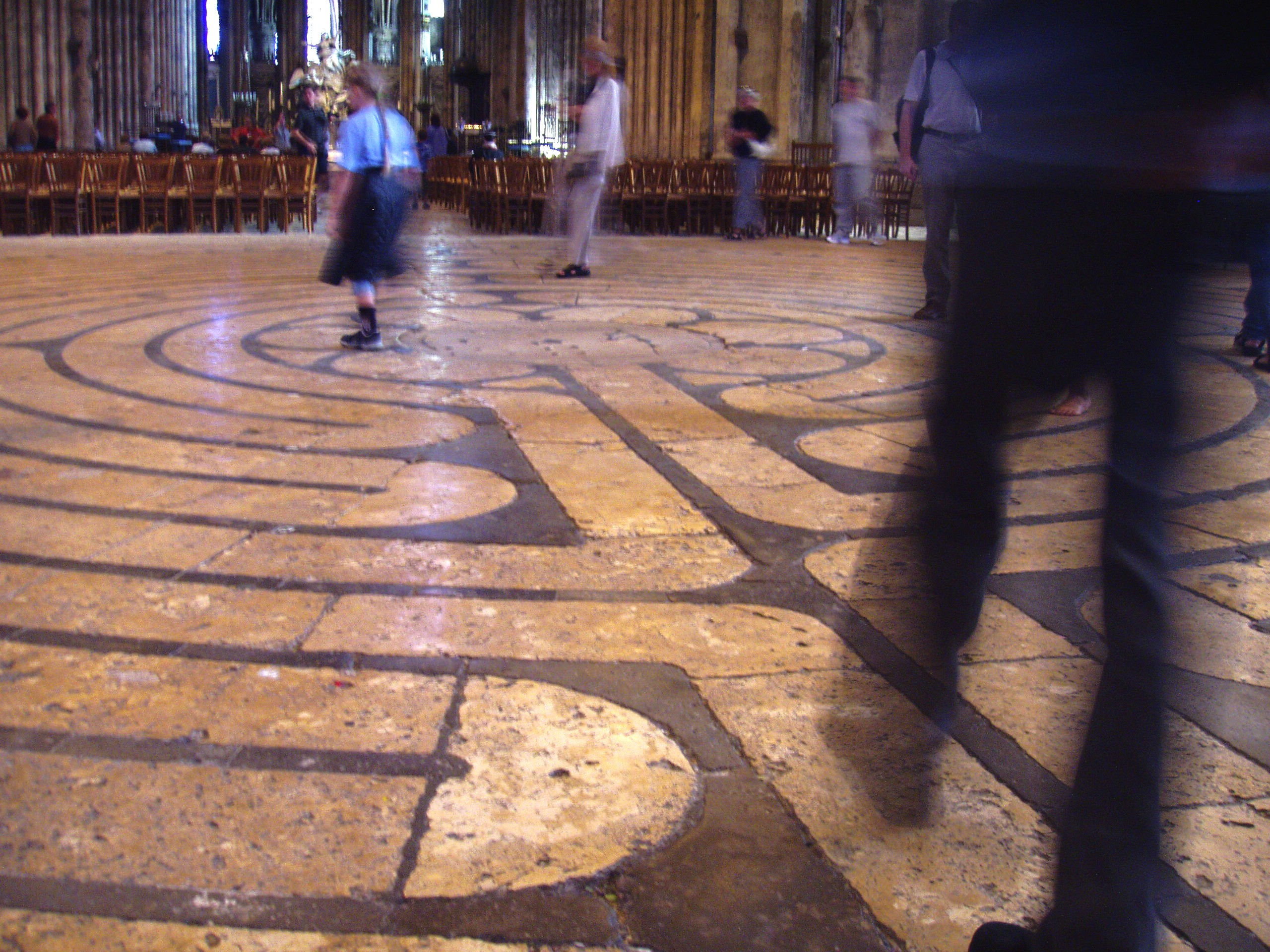
Labyrint v interiéru katedrály.

Katedrála je vybudována na základním katedrálním půdoryse. Skládá se z polygonálně, sedmi stranami dvanáctiúhelníka ukončeného chóru, trojlodního, bazilikálně utvářeného transeptu s křížením a totožně utvářeného západního soulodí. Západní průčelí je zpevněno dvojicí věží, chór obíhá dvojlodní chórový ochoz s trojicí kaplí. Žebrová křížová klenba je nesena svazkovými příporami v poměrně hustém rytmu, neboť klenební travé převýšených středních lodí a chóru mají poměr stran 1:2. Struktura stěny hlavní lodi i chóru je trojdílná, členěná mezilodními arkádami nesenými pilíři tvořenými srostlicí mohutného válcového sloupu s čtyř přiložených polosloupů, nad nimi zónou triforia a rozměrných oken.
Přestože má katedrála ohromné rozměry (délka 130 metrů, šířka 32 (loď) 46 (transept) metrů, výška 37 metrů, rozpětí kleneb 16,4 metru), nepůsobí nikterak vznosně, ale spíše těžce a mohutně. K tomu přispívá také zasklení vitrajemi, které vytváří v prostoru chrámu výrazné přítmí.
Výzdobu katedrály zprostředkovávají především zmíněné mnohobarevné vitraje, osazené celkem ve 176 oknech. Dalším výrazným výzdobným prvkem je sochařská výzdoba, osazená na portálech a také na chórové přepážce, kde je umístěno dohromady kolem 200 soch. Lektorium (chórová přepážka) uzavíralo chór a měřilo 2 sáhy a 9 palců do šířky (asi 4,20 m) a tvořilo ho sedm gotických arkád.
V západním portálu jsou troje dveře, které všechny vedou do hlavní lodi. Vpravo je tzv. brána zrození, kde je zpodobena Panna Marie jako černá Panna s božským dítětem na kolenou a je obklopena symboly sedmi svobodných umění. Mezi nimi jsou znamení zvěrokruhu Ryby a Blíženci. Vlevo je tzv. brána času s vyobrazením Nanebevstoupení Krista, ve výklenku se střídá dalších deset znamení zvěrokruhu. Prostřední je brána mystické víry – na tympanonu je zobrazen žehnající Kristus obklopený čtyřmi okřídlenými symboly evangelistů, dole stojí dvanáct apoštolů, ve výklencích dvanáct andělů a čtyřiadvacet starců z Apokalypsy. Nad třemi vchody se klene lomený oblouk.
| „                                                        | Člověk vchází. Ocitá se v jiném rozměru svého vlastního světa. Čím je tady kámen těžší, tím méně váží; hmotnost tu popírá sebe samu; to, co vážilo, tady se vznáší; žádná linie člověka neohýbá, ale naopak povznáší; všechno tu promlouvá o zemi v její nejtvrdší formě: kameni, ale zároveň mu vším odhaluje i ducha té země, její harmonii, zpěv, božskou esenci. | “ |
| — L.Charpentier, Mysterium katedrály v Chartres, str.188 | |   |

Jihovýchodní portál náleží Novému zákonu. V nice nad hlavním vchodem je Kristus kázající – v ruce drží knihu, která má proporce zlatého řezu. Do severozápadní příčné lodi se vchází tzv. bránou zasvěcenců, neboť je spojen s alchymií. V nice na střední bráně je vyobrazena svatá Anna. Na tympanonu pravého portálu je Job sedící na hnojišti. Prostřední vitráž zobrazuje Pannu Marii s dítětem a svatou Annu s černou tváří a lilií. Kolem ní jsou Melchisedek, Nabukadnezar, David nad Saulem, Šalamoun, Jéroboám a Áron nad faraonem.

V západní lodi jižního transeptu jedna pravoúhlá dlaždice je jiná než ostatní, je bělejší a je opatřena pozlaceným čepem. Každoročně 21. června v pravé poledne vnikne sluneční paprsek oknem sv.Apolináře (první vitráž na západní stěně transeptu) a dopadne na tuto bílou dlaždici.

## Význam
Katedrála v Chartres je nejvýznamnější mariánskou svatyní ve Francii. Tomu odpovídá i její architektonické ztvárnění.
Byla vybudována v pořadí jako druhá ze tří nejvýznamnějších gotických katedrál ve Francii (první byla pařížská katedrála Notre-Dame, třetí katedrála v Remeši). Proto je katedrála Notre-Dame v Chartres větší a vyšší než katedrála Notre-Dame v Paříži.
To, že katedrála působí značně těžce je dáno použitím výrazně předimenzovaných architektonických prvků. Například pilíře mají průměr 370 cm, což ve srovnání se vzorem katedrály v Soissons, kde mají pilíře průměr pouze 140 cm, dobře ukazuje záměrnou předimenzovanost všech prvků. K tomuto mohutnému, těžkopádnému výrazu stavby přispívá i temnost interiéru. Katedrála má totiž skutečně působit dojmem pevné, nepohnutelné, prakticky věčné stavby.
Z hlediska vývoje gotické katedrály je důležité masivní použití vitráží, vložených do lancetových oken završených obrovskými rozetami, které jsou předstupněm pozdějších kružeb. Významný je také podíl sochařské výzdoby, který ještě vzrostl na následující – remešské katedrále. Pozoruhodný je též labyrint provedený v dlažbě katedrály a dokazující suverénní znalost aplikované geometrie u anonymních stavebních mistrů.

### Galerie

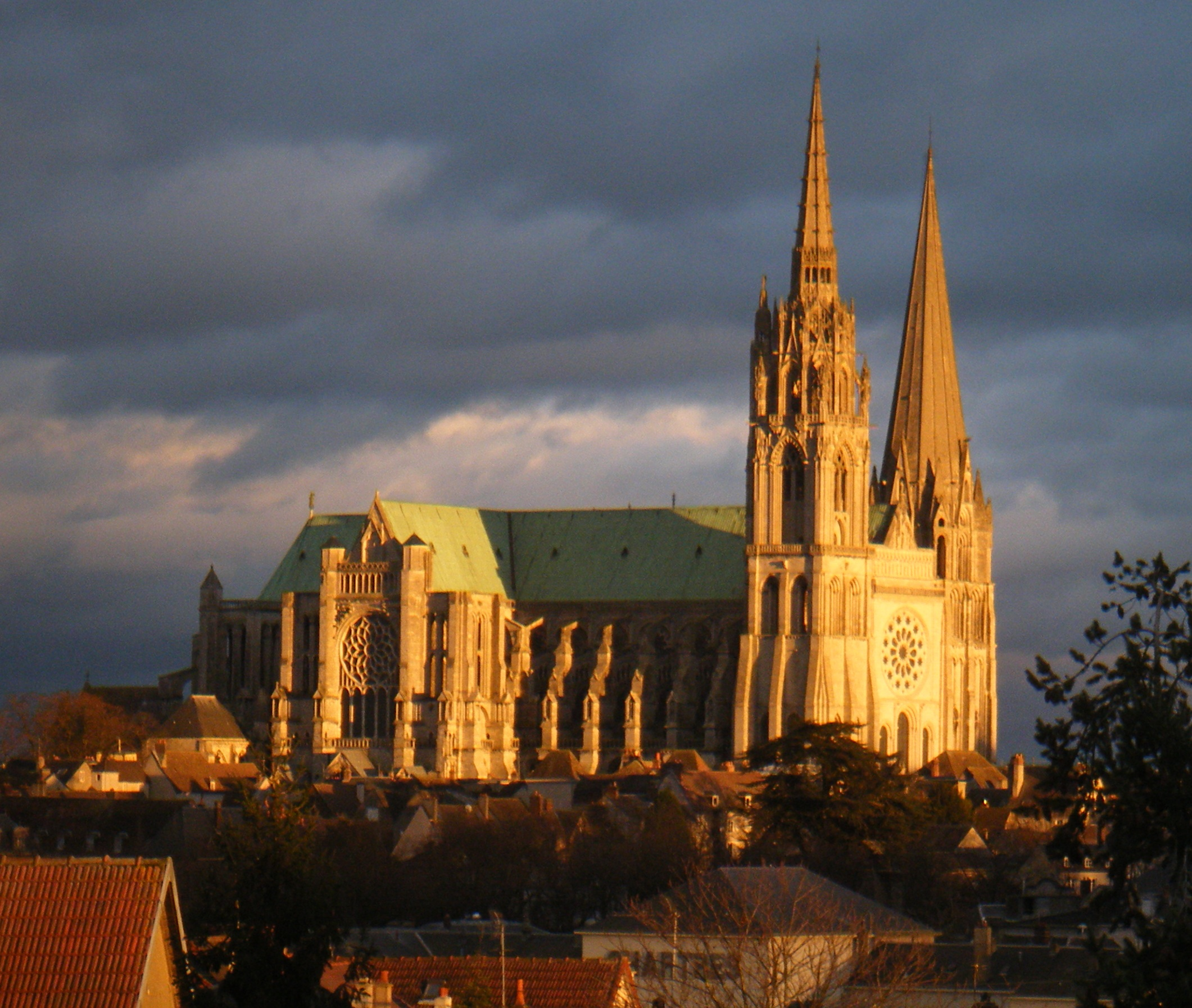
Pohled od severozápadu
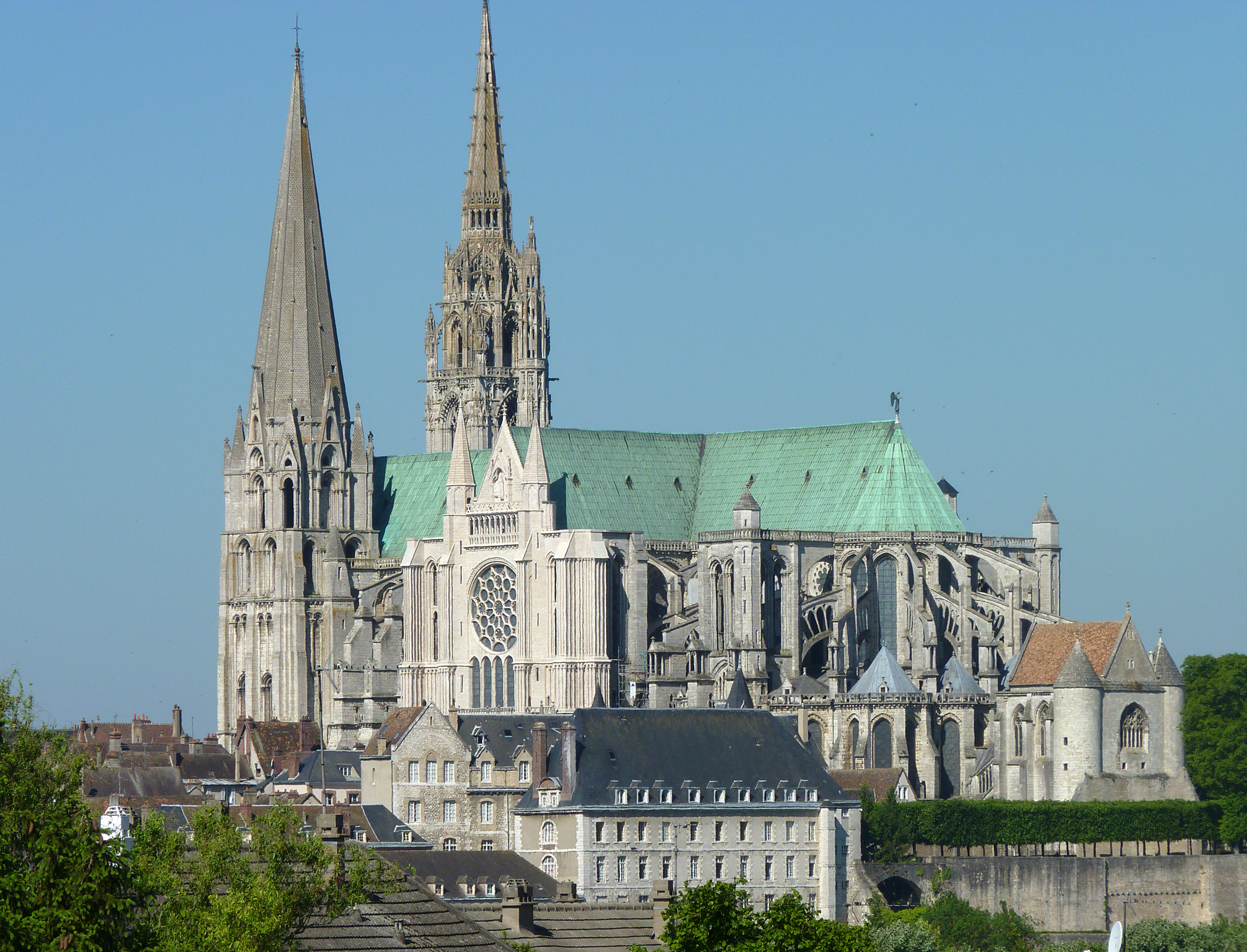
Od jihovýchodu
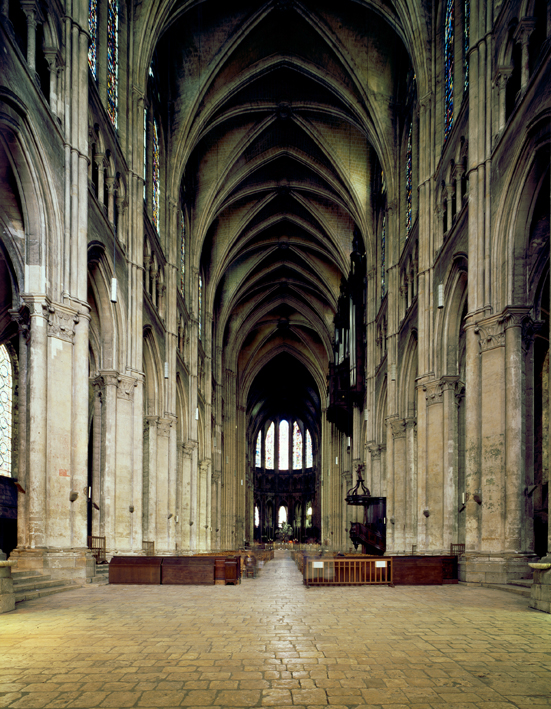
Interiér

Plastiky

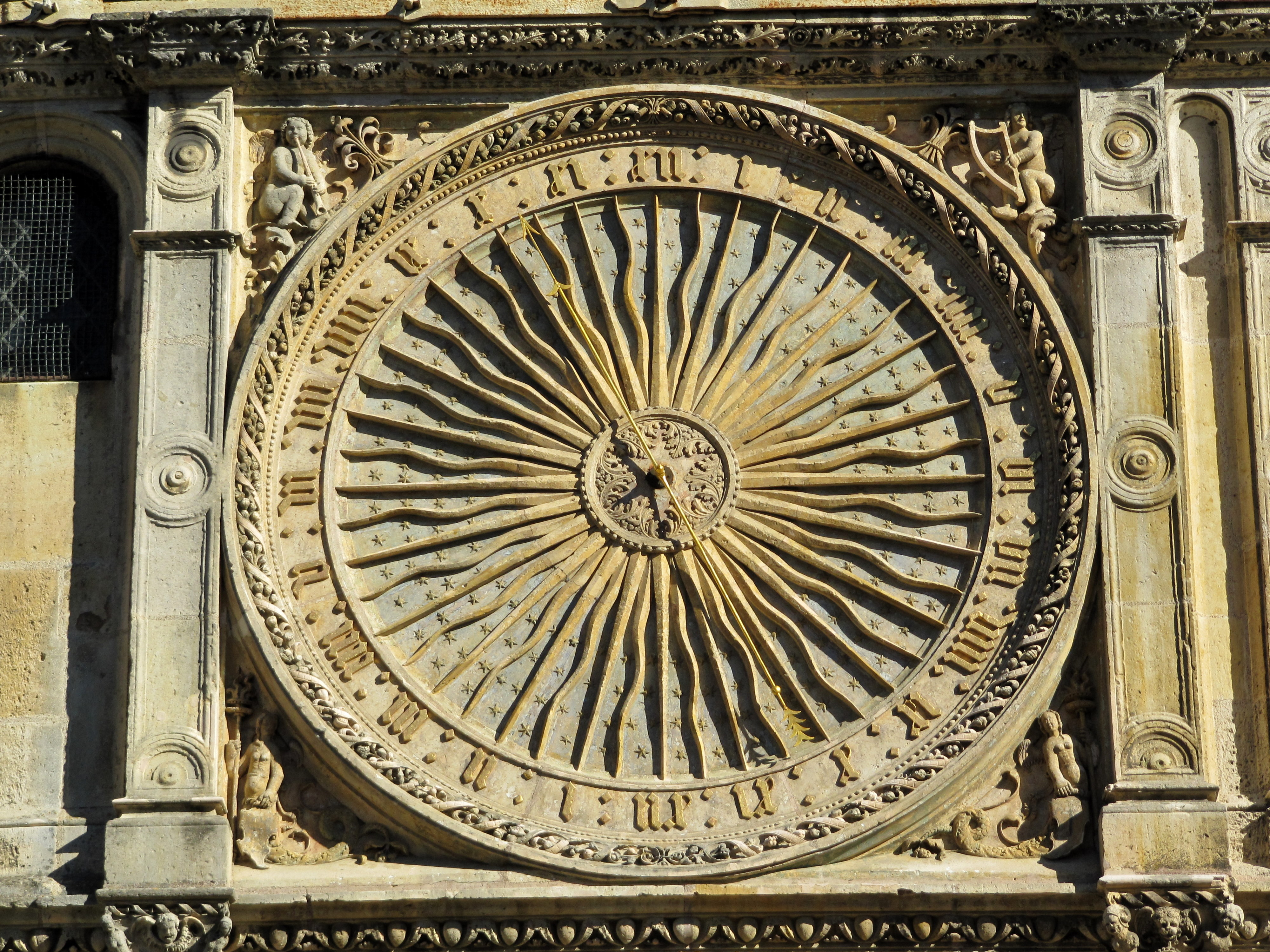
Hodiny
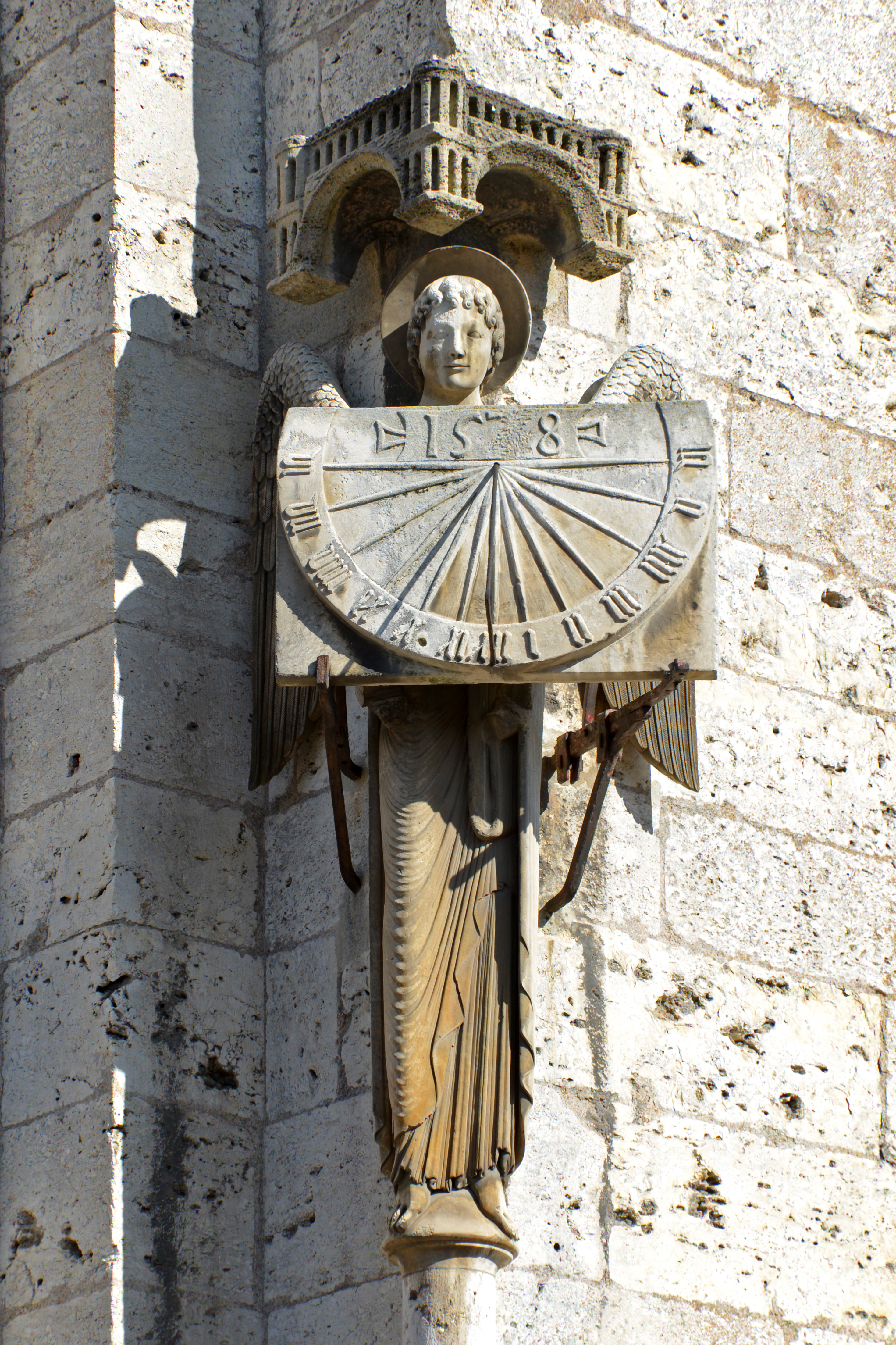
Anděl na nároží
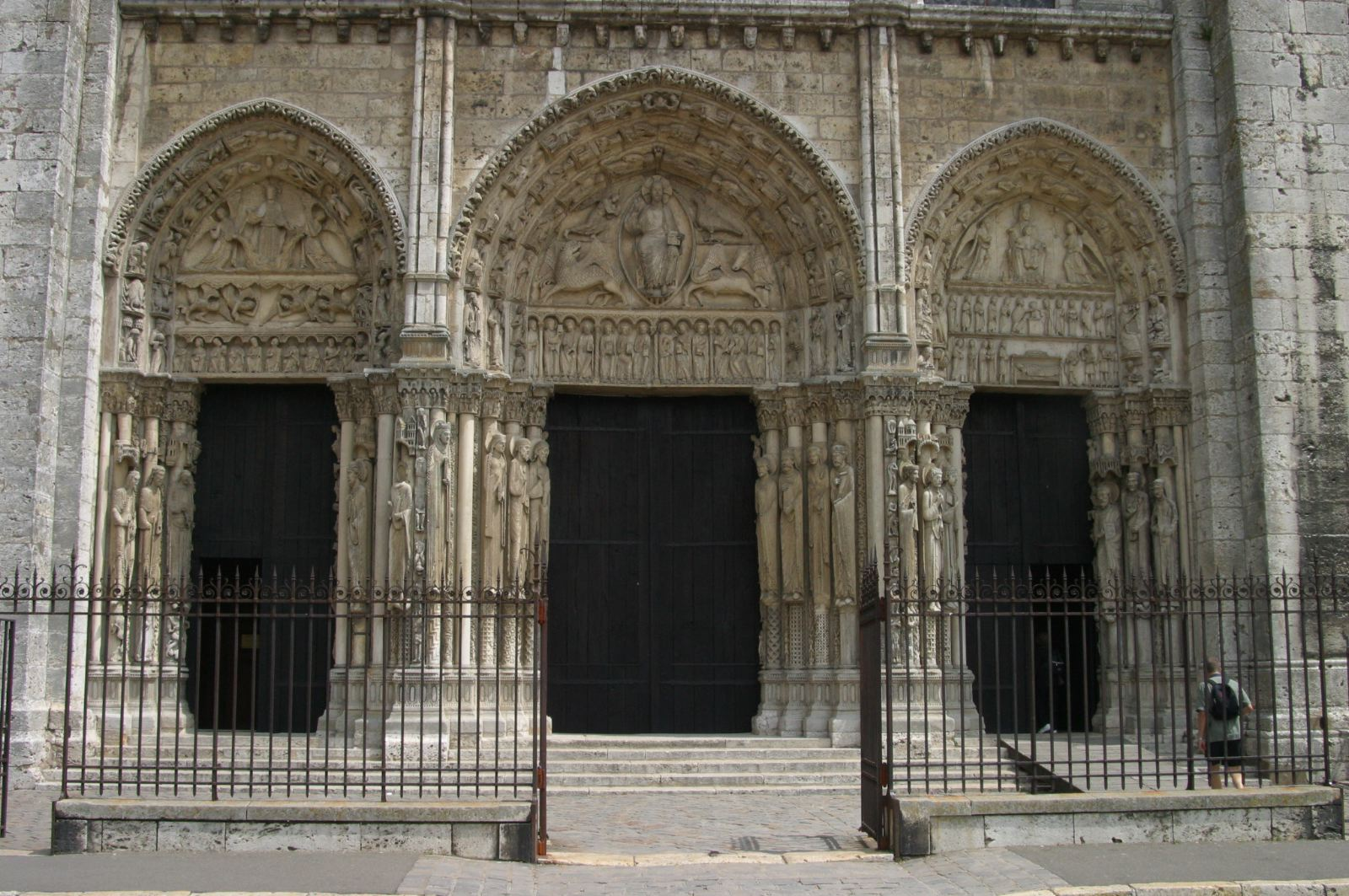
Královský portál
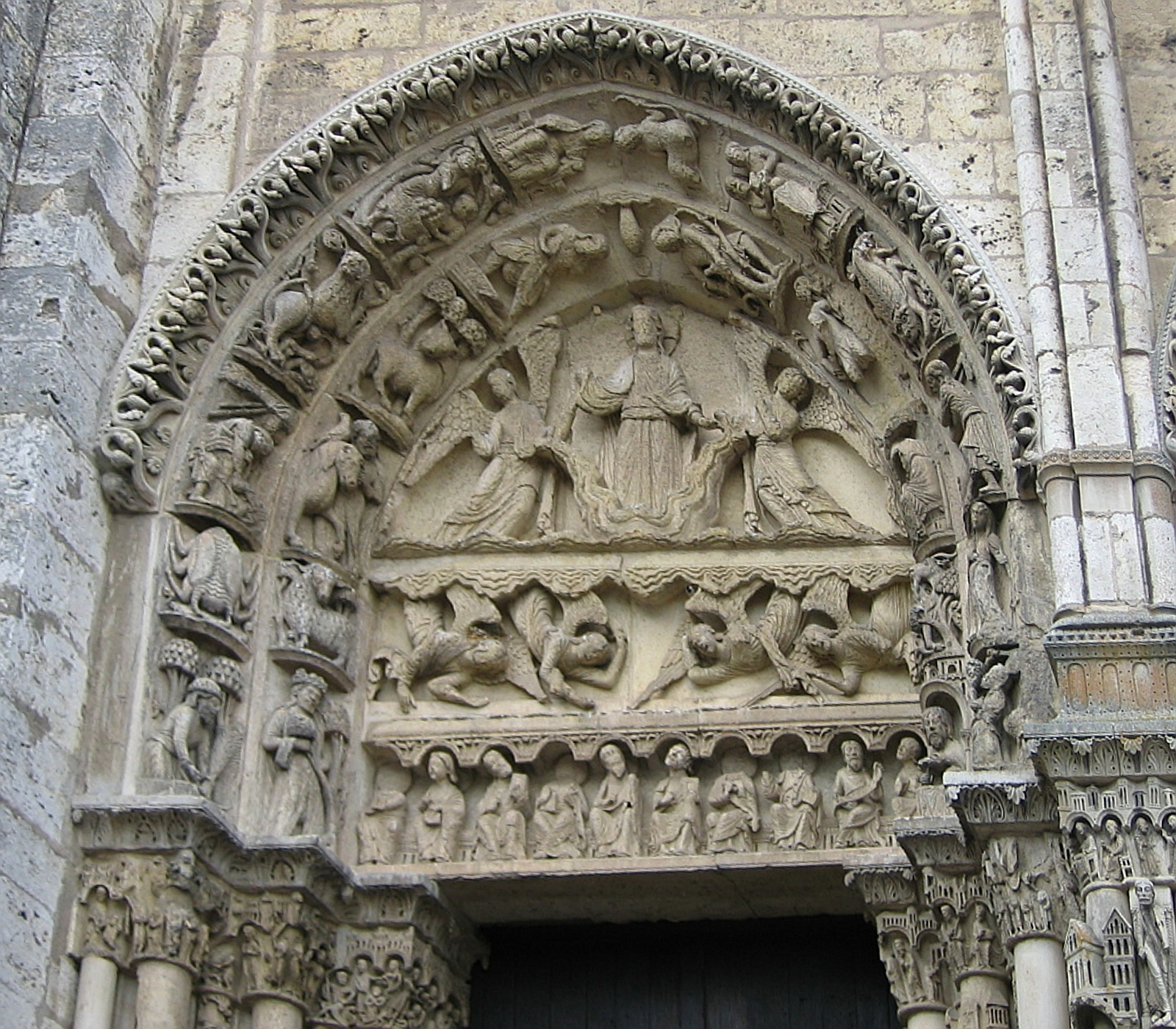
Západní portál (měsíce)
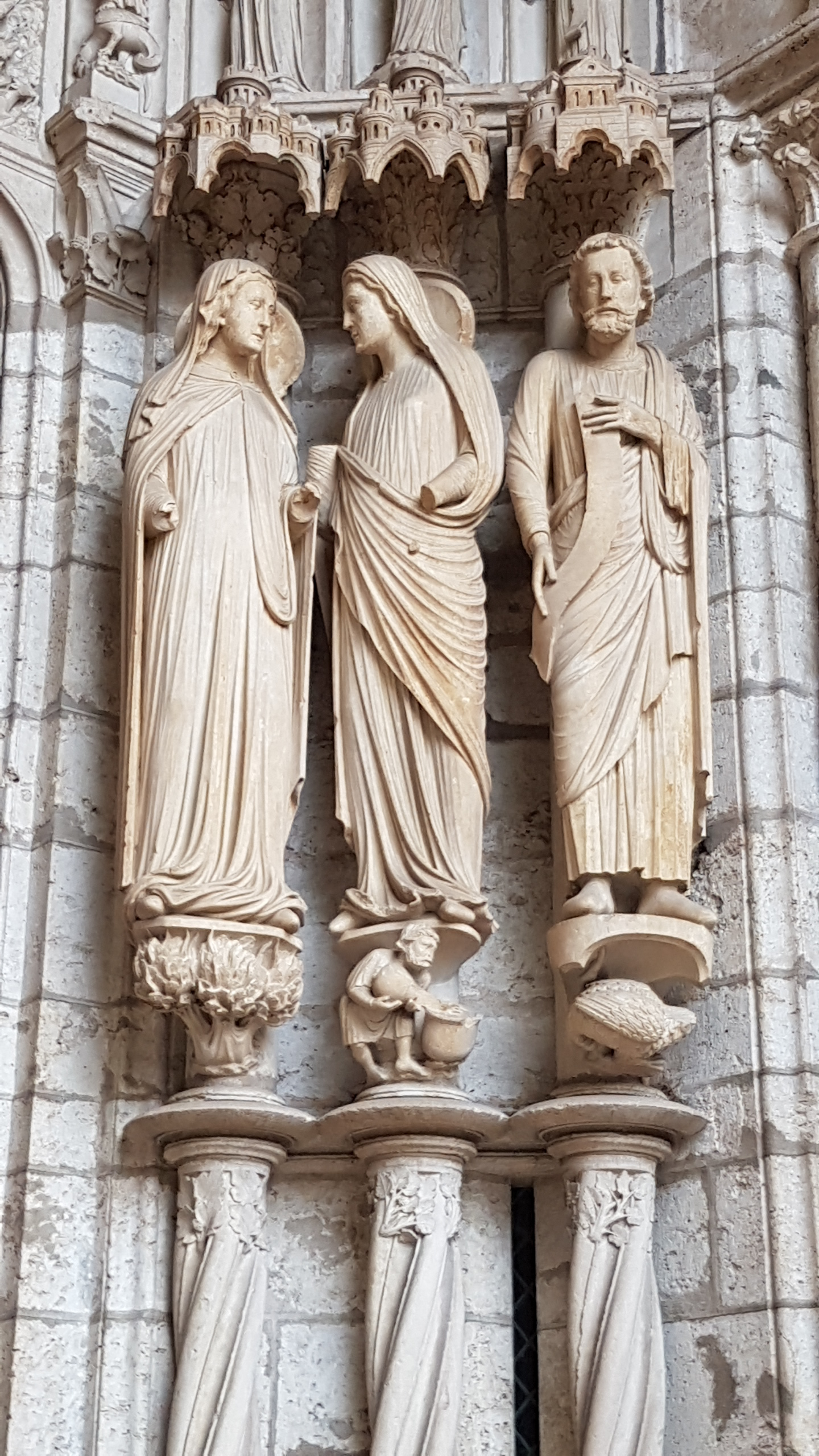
Sochy na severním portálu
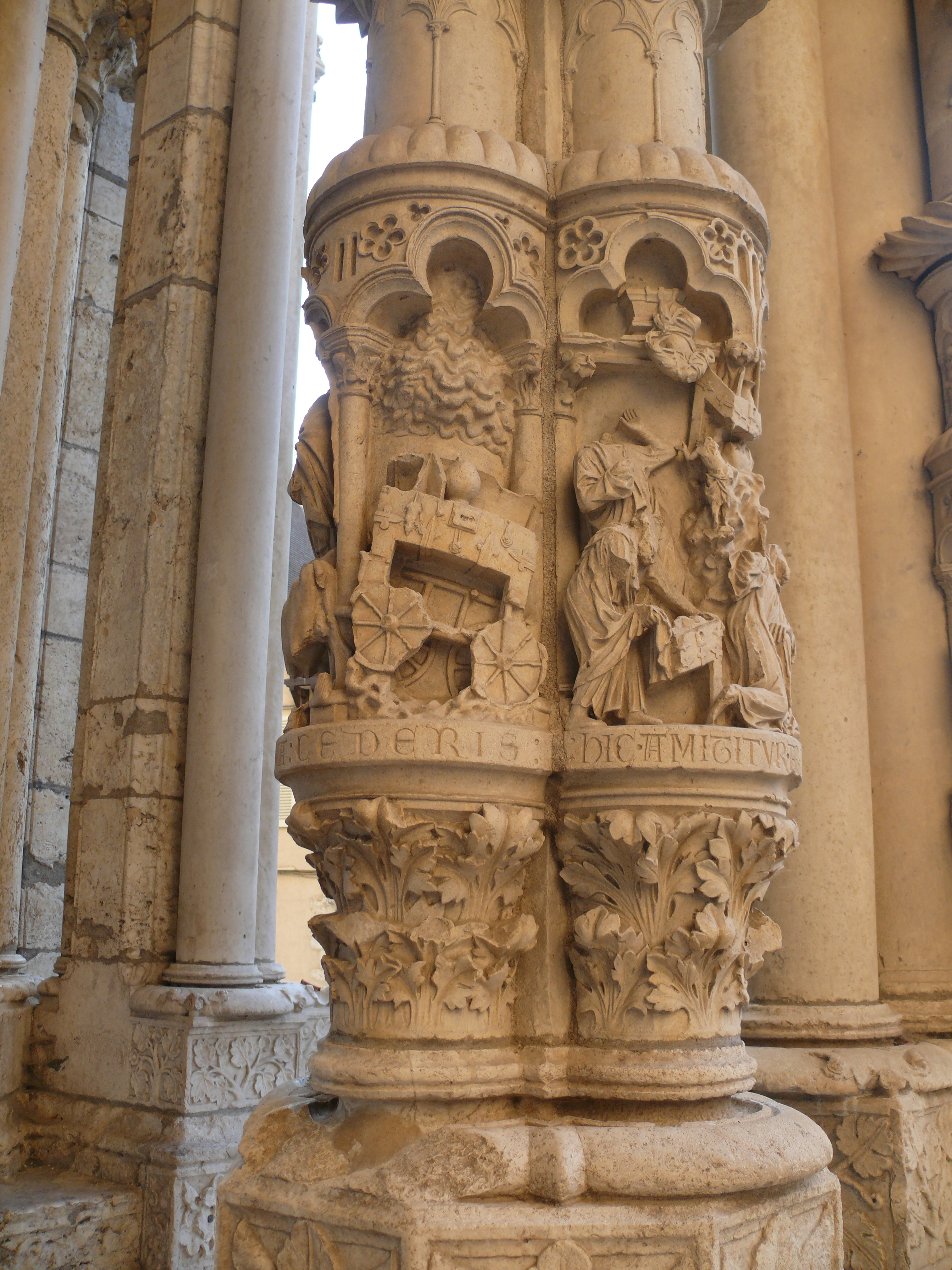
Detail
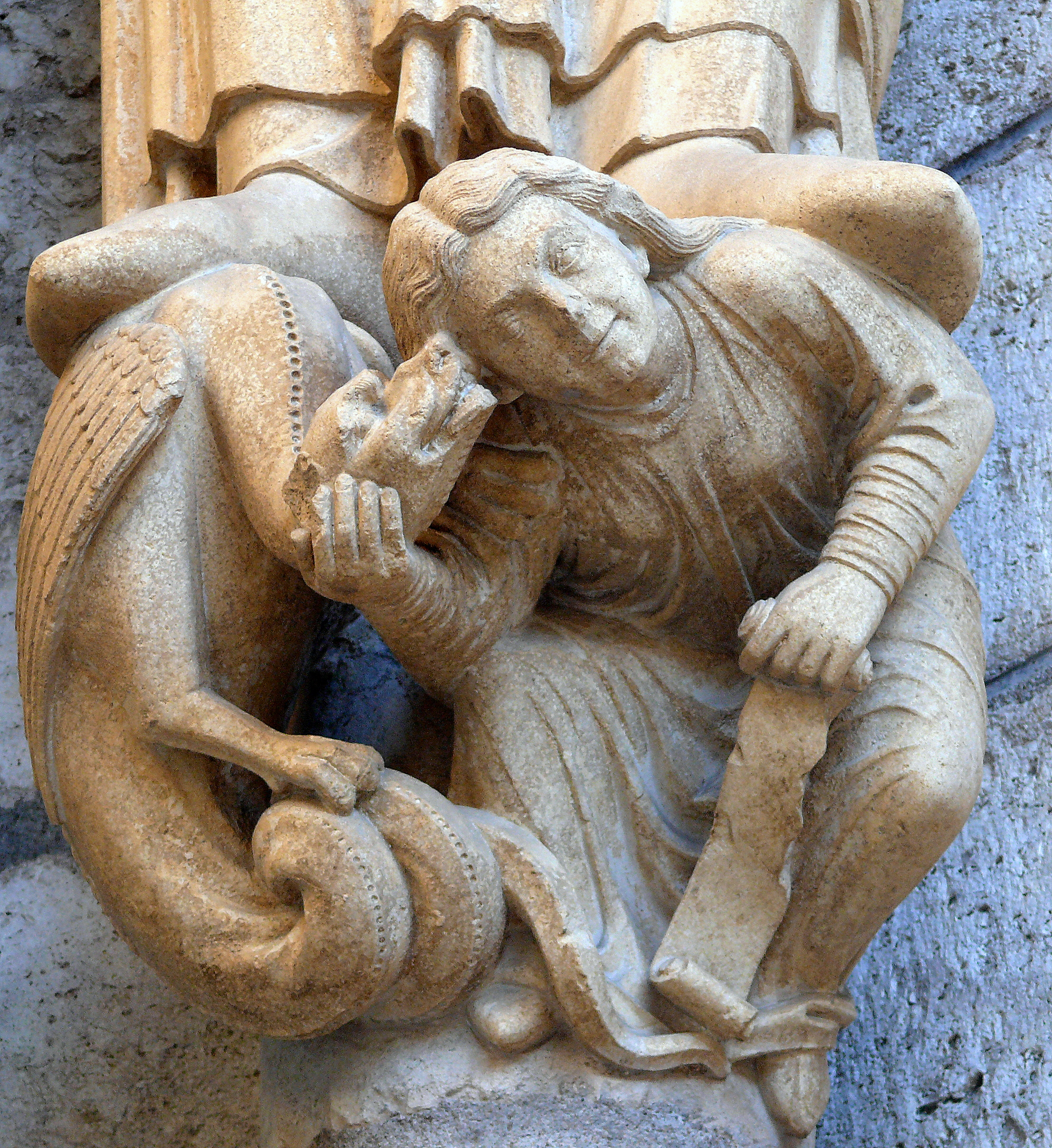
Detail - naslouchání pomluvám

Vitráže

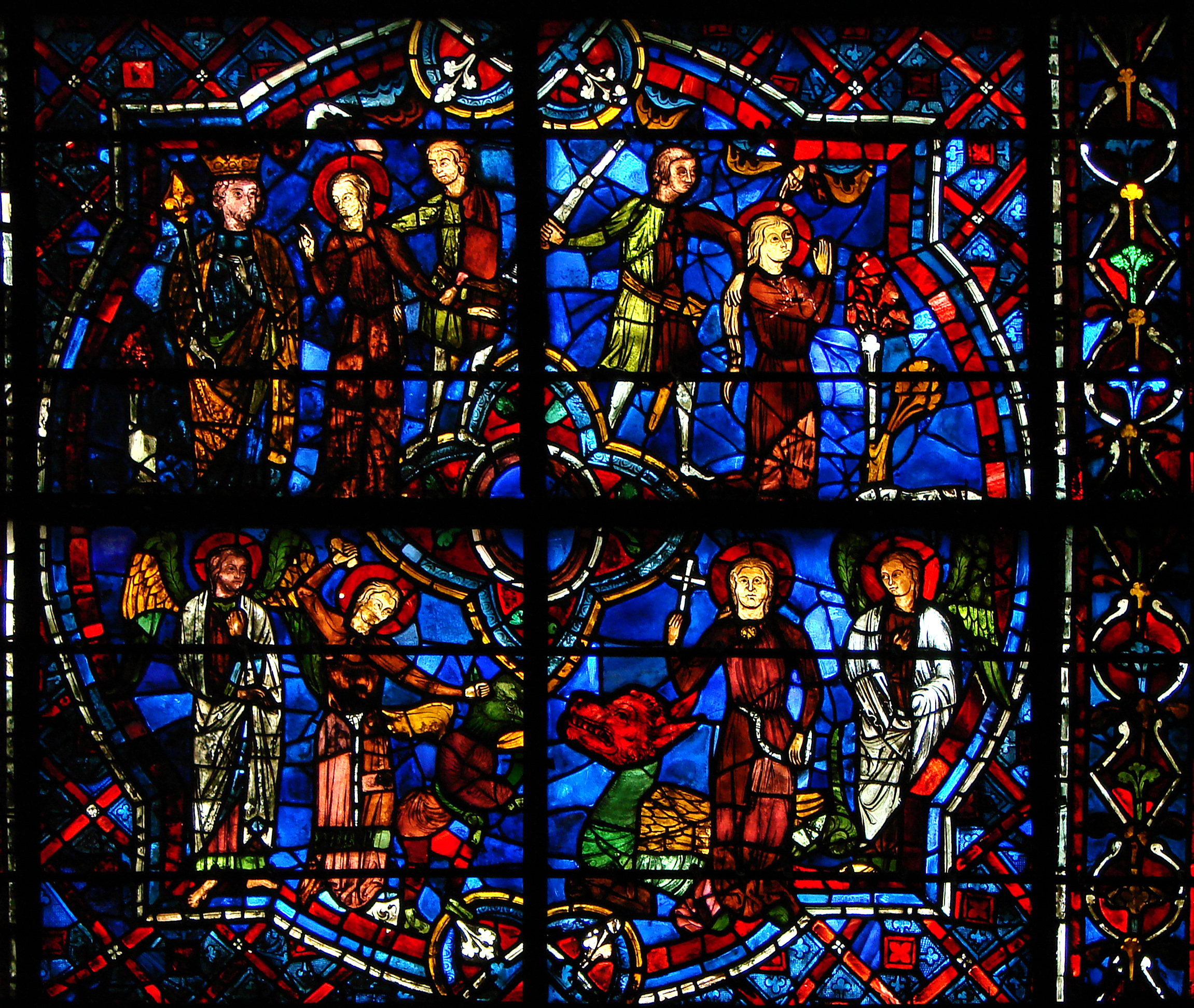
Legenda sv. Remigia
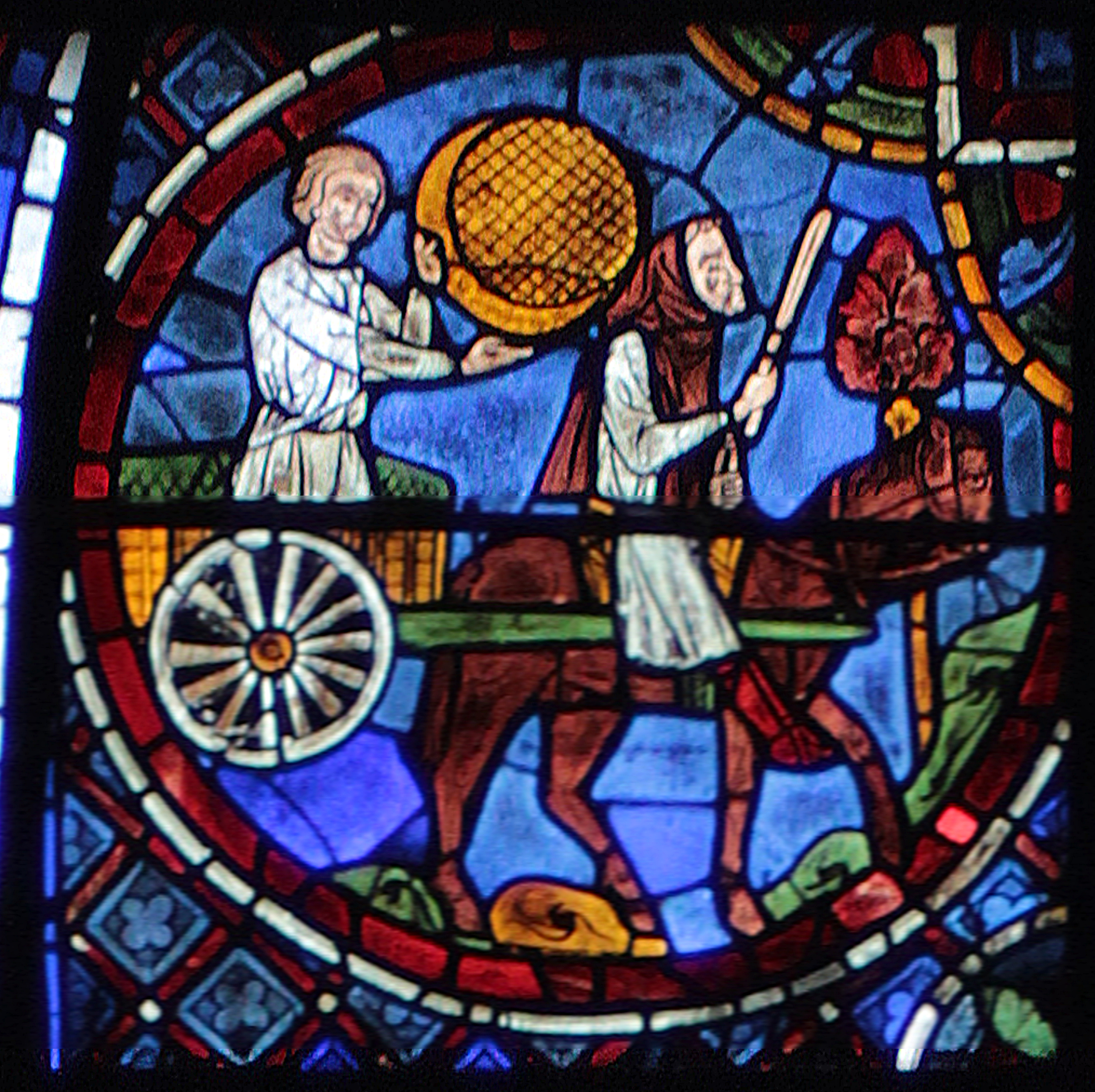
Legenda sv. Šimona a Judy
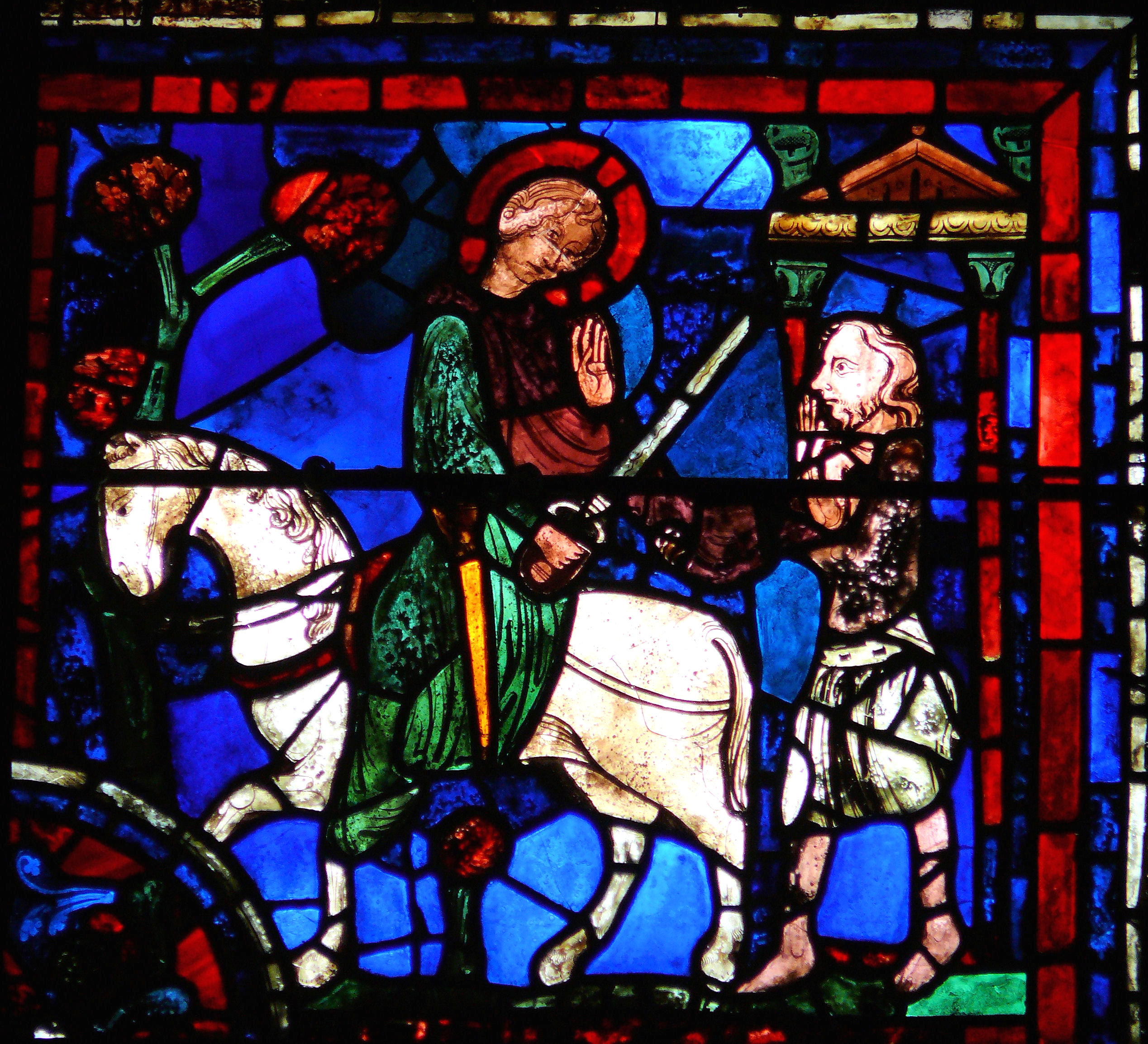
Sv. Martin a žebrák
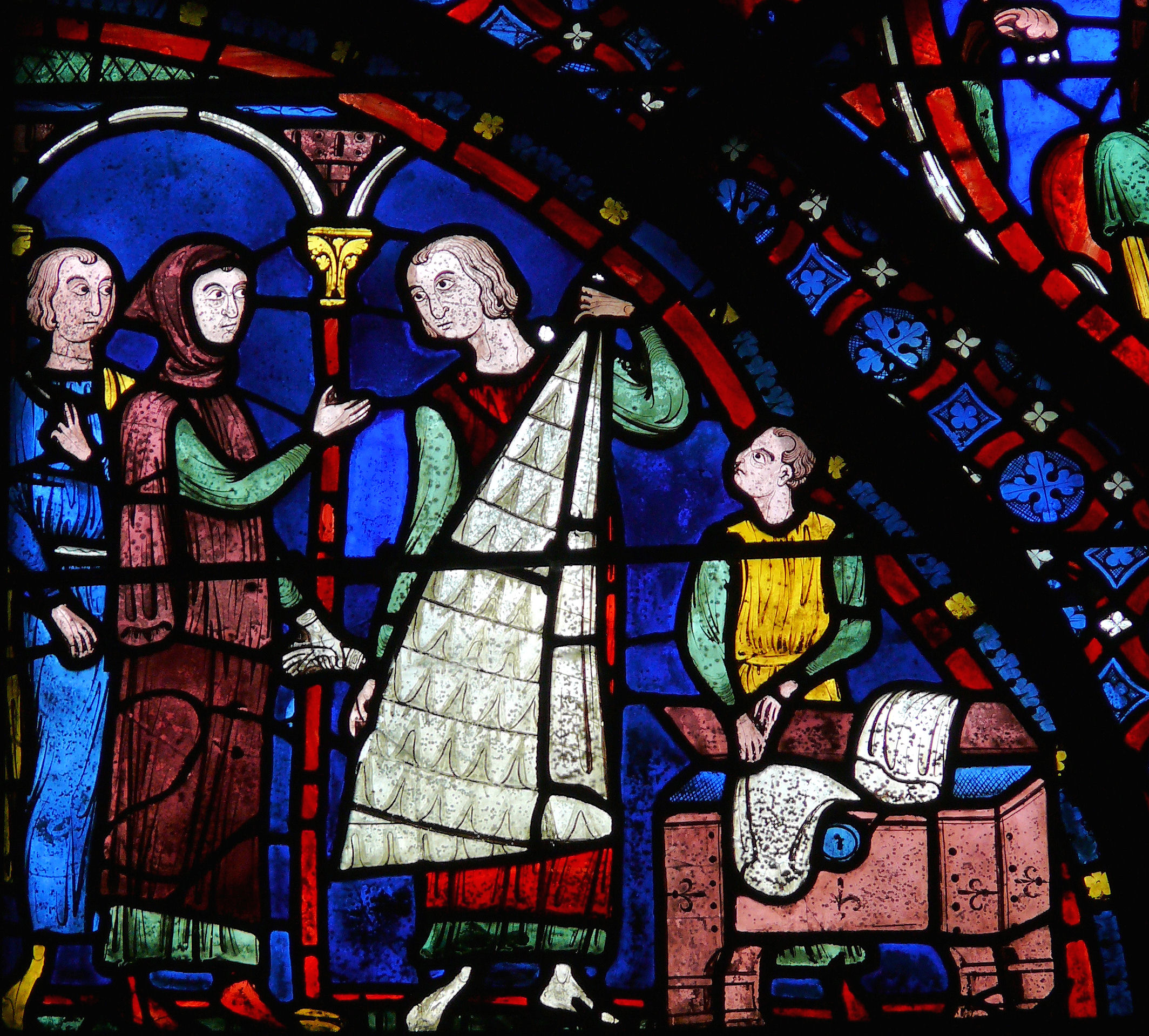
Kožešníci
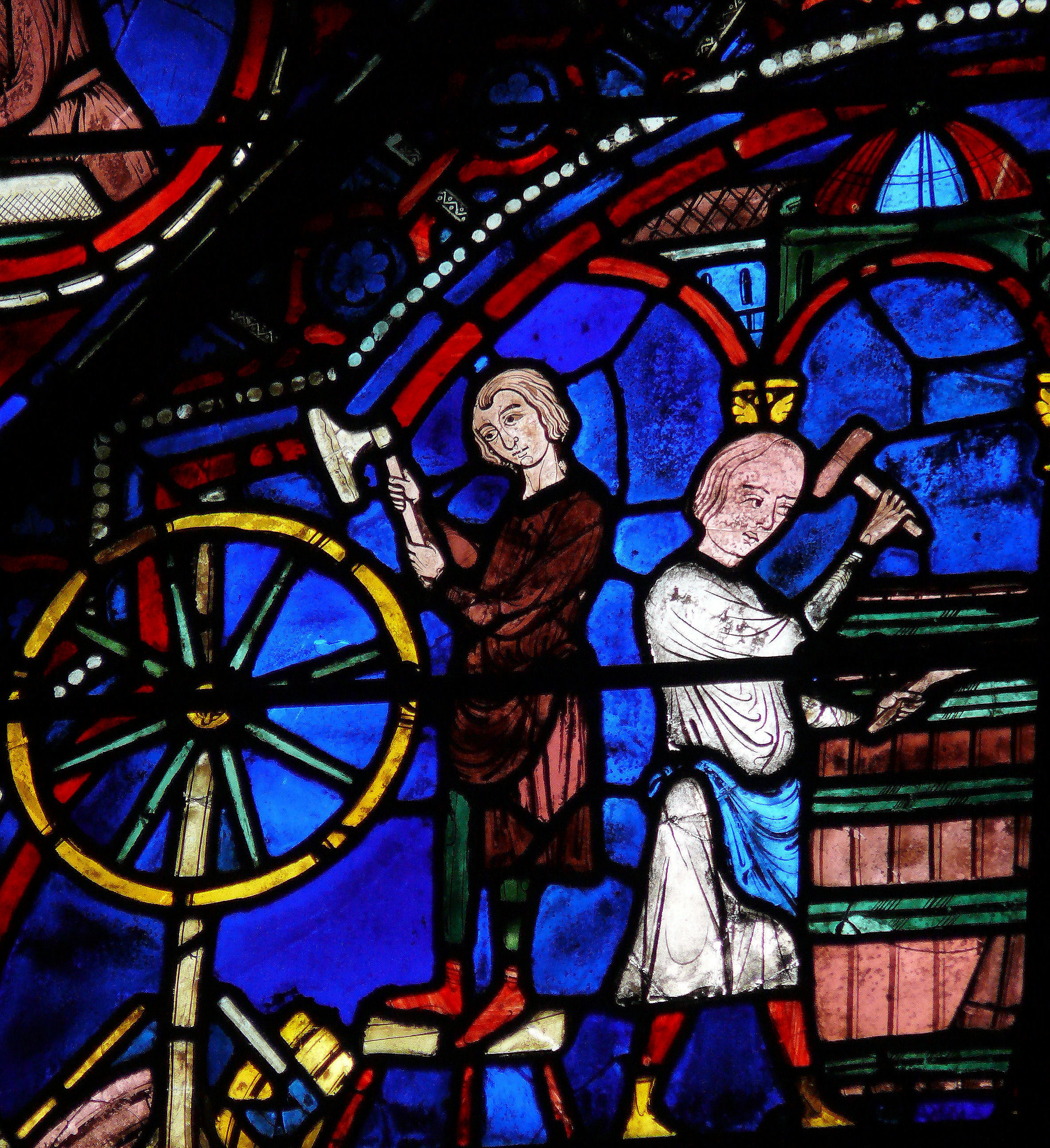
Kolář a bednář
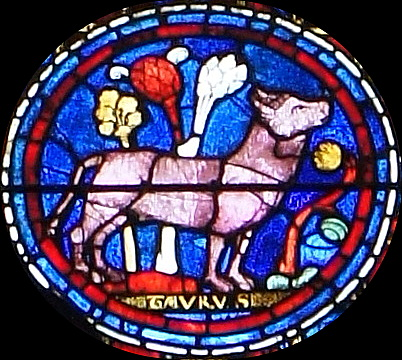
Znamení býka